# Charlene, kněžna monacká
Charlene, kněžna monacká (dívčím jménem Charlene Lynette Wittstock; narozená 25. ledna 1978) je bývalá plavkyně, olympijská vítězka a monacká kněžna, manželka Alberta II., vládnoucího monackého knížete a hlavy rodu Grimaldiů.
Charlene se narodila v Bulawayo v Rhodesii (nyní Zimbabwe). V roce 1989 se přestěhovala do Jižní Afriky. Svou plaveckou kariéru zahájila v roce 1996 (vyhrála mistrovství Jihoafrické republiky) a reprezentovala Jižní Afriku na olympijských hrách v Sydney v roce 2000, kde její tým skončil pátý ve štafetě na 4 × 100 metrů polohový závod. Charlene ukončila profesionální plaveckou kariéru v roce 2007.
Charlene se setkala s princem Albertem na plavecké soutěži Mare Nostrum v Monte Carlu v Monaku v roce 2000.  Pár se vzal 1. července 2011. Dne 10. prosince 2014 porodila dvojčata princeznu Gabriellu a dědičného prince Jakuba. Charitativní činnost princezny Charlene se primárně točí kolem sportu, AIDS a znevýhodněných dětí.  Charlene založila v roce 2012 nadaci princezny Charlene z Monaka, aby podpořila své osobní humanitární úsilí

## Potomci
- Gabriela Monacká (* 10. 12. 2014 Monte Carlo), hraběnka z Carladès
- Jakub Monacký (* 10. 12. 2014 Monte Carlo), dědičný princ Monacký, markýz z Baux

## Vyznamenání
- velokříž Řádu za zásluhy Polské republiky – Polsko, 18. října 2012[1]
- velkokříž Řádu svatého Karla – Monako, 17. listopadu 2012[2]
- velkokříž Řádu italské hvězdy – Itálie, 20. února 2014[3][4]